# Megalastrum bolivianum
Megalastrum bolivianum är en träjonväxtart som beskrevs av M. Kessler och A. R. Sm. Megalastrum bolivianum ingår i släktet Megalastrum och familjen Dryopteridaceae. Inga underarter finns listade.